# Zapis (czasopismo)
ZAPIS – Poezja, proza, eseje, felietony – pismo literackie wydawane w drugim obiegu od 1977 r.
Tytuł pisma pochodził od pojęcia zapisu cenzorskiego, czyli dyrektywy określającej, jakie treści nie mogą zostać opublikowane. Pismo miało być właśnie miejscem druku tekstów objętych zapisem.
Pierwszy numer „Zapisu” ukazał się z datą styczeń 1977. W skład zespołu redakcyjnego tego numeru wchodzili: Jerzy Andrzejewski, Stanisław Barańczak, Jacek Bocheński, Kazimierz Brandys, Tomasz Burek, Marek Nowakowski, Barbara Toruńczyk i Wiktor Woroszylski. (Nazwiska członków redakcji były jawne).
Pismo ukazywało się początkowo jako maszynopis, powielany bądź przepisywany.
Pierwszych 12 numerów wychodziło nieregularnie, począwszy od numeru 13. (ze stycznia 1980 r.), „Zapis” stał się kwartalnikiem.
Jako poszczególne numery pisma ukazały się w całości m.in. Kompleks polski (nr 3 z 1977 r.), Mała apokalipsa (nr 10 z 1979 r.), Wschody i zachody księżyca (nr 12 z 1982 r.) Tadeusza Konwickiego, Wielki strach Juliana Stryjkowskiego (nr 14 z 1980 r.), Traktat o gnidach Piotra Wierzbickiego (nr 9 z 1979 r.).
„Zapis” publikował utwory literackie, które nie mogły być wydawane w obiegu oficjalnym, ale także informacje o życiu kulturalnym i politycznym. Był też miejscem dyskusji o stanie kultury polskiej, o wzajemnych relacjach literatur obu obiegów, o roli kultury emigracyjnej.
Pismo starało się podawać regularnie w każdym numerze informacje o aktualnych zapisach i ingerencjach cenzorskich dotyczących kultury.
W maju 1980 r. zostały też po raz pierwszy przyznane nagrody „Zapisu”. Pierwszymi laureatami zostali:
Adam Zagajewski za List (poezja)
Janusz Anderman za Gra na zwłokę (proza)
Mirosław Chojecki i Bogdan Grzesiak jako założyciele NOW-ej (upowszechnianie literatury).